# Kasteel Marnix de Sainte-Aldegonde
Het kasteel Marnix de Sainte-Aldegonde, ook wel kasteel van Bornem genoemd, is gelegen in Bornem in de provincie Antwerpen in België.
Het kasteel ligt aan de Oude Schelde, een zijarm van de Schelde die in de 13e eeuw is afgesneden van de rivier. Het staat op de oude fundamenten van een burcht uit de 10e of 11e eeuw, die bescherming moest bieden tegen de invallen van de Noormannen.

## Pedro Coloma
Vervallen en door Spanjaarden leeggeplunderd tijdens de Geuzenoorlogen werd het Land van Bornem in 1587 verkocht aan de Spaanse edelman Pedro Coloma, heer van Bobadilla, die met het Spaanse leger van Alexander Farnese naar de Nederlanden kwam. Hij behoorde tot de rijkste Spaanse adel, en liet het kasteel herbouwen. Ook liet hij in Bornem een klooster bouwen, waar vanaf 1658 verbannen Engelse dominicanen woonden die daar onderwijs gaven. Sinds 1833 is in deze gebouwen de huidige Sint-Bernardusabdij gevestigd. Pedro Coloma stierf op 27 december 1621 en werd in Bornem begraven.
Pedro's zoon Alexandre volgde hem op. Pedro's kleinzoon Jean-François Coloma werd de eerste graaf van Bornem, nadat in 1658 het land van Bornem door koning Filips IV van Spanje tot graafschap verheven was.

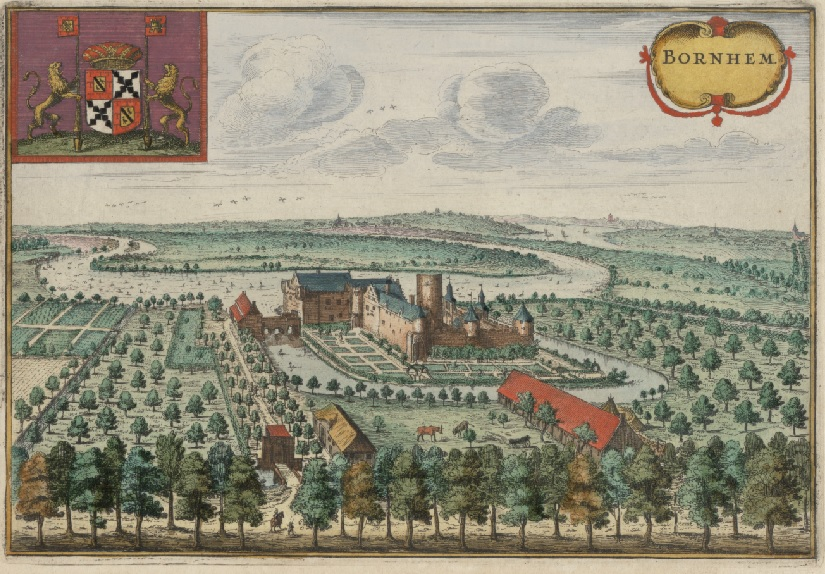
Kasteel van Bornem in de eerste helft van de 17e eeuw (afbeelding uit Flandria Illustrata - 1641)

Een belangrijk familielid van de huidige grafelijke familie was Filips van Marnix van Sint-Aldegonde, mogelijke auteur van het Wilhelmus. Hij was sinds 1583 buitenburgemeester van Antwerpen en verdedigde zijn stad zonder veel succes tegen Alexander Farnese, de zoon van Margaretha van Parma. Hoewel zijn naam "de Marnix de Sainte-Aldegonde" het laat vermoeden, is hij geen bewoner van het kasteel geweest (de familie De Marnix is namelijk pas eigenaar van het domein geworden in 1773). Tijdens het oorlogsgeweld van de 17e eeuw raakte het kasteel ernstig beschadigd, zodat in 1687 de centrale burchttoren werd gesloopt. Graaf Karel de Marnix, achtste graaf van Bornem, vluchtte met zijn moeder naar Nederland om aan de Franse Revolutie te ontkomen. Het kasteel en het domein werden verbeurd verklaard en in 1799 in Antwerpen openbaar verkocht. In 1802 kocht Karel de Marnix het kasteel en een deel van het domein terug, ging er wonen en werd burgemeester van Bornem tot 1832. In 1880 werd de rest van het kasteel in opdracht van graaf Ferdinand de Marnix de Sainte-Aldegonde gesloopt. Hij gaf opdracht tot het bouwen van een nieuw kasteel aan architect Hendrik Beyaert (1823-1894), die vroegtijdig overleed zodat de werkzaamheden door E. Janlet werden voltooid. In 1895 werden de wachttorens op de brug gebouwd.
Het domein is sinds 1773 in het bezit van de familie De Marnix, waarvan sommige leden sinds 24 april 1881 ook de naam "de Sainte-Aldegonde" voeren. De huidige kasteelheer kreeg in april 2013 een prijs voor zijn inzet voor het behoud van het kasteel van de Koninklijke Vereniging der Historische Woonsteden en Tuinen van België.

## Het sas
Pedro Coloma liet in 1592 het sas bouwen om het debiet te regelen op de Oude Schelde. Deze afwateringssluis is het op een na oudste waterbouwkundige waterwerk in België, en het oudste in Vlaanderen.

## Eendenkooi
Bij de Oude Schelde bevindt zich een eendenkooi. De oudste eendenkooi dateert uit 1314, Pedro Coloma verbeterde hem in 1612. In die tijd werd een eendenkooi gebruikt om eenden te vangen voor consumptie. Tegenwoordig gebruikt men de gevangen eenden voor wetenschappelijk onderzoek.

## De collectie
Het neogotisch kasteel heeft een collectie schilderijen met portretten van onder andere Margaretha van Oostenrijk, keizer Karel V en Filips II van Spanje, veel meubelen uit de 18e eeuw, een kantkamer en een kamer met antieke poppen. In een van de bijgebouwen is een koetsenmuseum.
De graaf heeft de grootste privé-collectie ter wereld van  gravures van Pieter Breughel de Oude, 91 in totaal, waaronder De grote vissen eten de kleine en de eerste staat van de Vuile bruid of de bruiloft van Mopsus en Nisa.

## Trivia
- Het kasteel en de tuin eraan werd gebruikt voor opnames van Nonkel Jef. De oude baron woonde er.
- Het kasteel dient ook als decor in de Blinker films.
- In een bijgebouw is een bezoekerscentrum ingericht.
- Het kasteel is te bezichtigen op afspraak en op vier zondagen in augustus en september.[5]
- Het kasteel heeft een dubbele omwalling.[6]